# Antonio Canale
Antonio Canale (Monza, 25 febbraio 1915 – Chiavari, 15 ottobre 1991) è stato un fumettista italiano.

## Biografia
Esordì presto come disegnatore di fumetti come assistente di Nino Pagot pubblicando i primi lavori su l cartoccino dei piccoli e Il Corriere dei Piccoli; la sua prima storia fu Piuma Verde pubblicata su Il Vittorioso nel 1937 con testi di Gianluigi Bonelli con il quale poi realizzò anche Sigfrido su L'Audace; nel 1939 disegna Il Solitario dei Sakya su testi di Federico Pedrocchi e pubblicata su Topolino. Dopo il servizio militare riprese a collaborare con Il Vittorioso e, nel 1943, subentrò a Raffaele Paparella come disegnatore nella serie Cabiria pubblicata su Topolino e, nel 1945, disegna I Dominatori dell'Abisso, scritta da Bonelli; lo stesso anno, sempre con Bonelli, realizzò la serie Yorga per il settimanale Il Cow Boy. Nello stesso periodo continuò a collaborare con Topolino, disegnando il secondo episodio della serie di Virus e del Il mago della foresta; nel 1946 creò un proprio personaggio, Amok, insieme al sceneggiatore Cesare Solini, firmandosi con lo pseudonimo Tony Chan.
Negli anni cinquanta collaborò anche con la casa editrice inglese Fleetway per la quale produsse le serie Buck Jones e Buffalo Bill pubblicate su Cowboy Comics, e Spy 13 e John Steel per la collana Thriller Comics Library oltre a varie storie di genere bellico; inoltre lavorò negli Stati Uniti disegnando la serie Authentic Police Box edita dalla St. John Publishing di New York.
Nel 1960 collaborò con Il Corriere dei Piccoli disegnando la serie Hiawatha scritta da Roy d'Amy. Disegnò inoltre ad alcuni episodi delle serie Kolosso e Pecos Bill.
Negli anni settanta disegnò la serie western di sua ideazione Kirby Flint, pubblicato dalla Dardo; inoltre disegnò la propria serie Ballate della Vecchia America e, su testi di Giancarlo Berardi, Terra Maledetta.
Negli anni ottanta collaborò anche con le testate Il Giornalino e Tiramolla.
Morì a Chiavari il 15 ottobre 1991.

## Opere (parziale)
- I dominatori dell'abisso (testi di Gian Luigi Bonelli, 1945, editore Giovanni De Leo)
- Yorga (testi di Bonelli, su Cowboy, 1945)
- Amok (firmato con lo pseudonimo Tony Chan, Casa editrice Dardo, 1946)
- Virus (su Topolino, 1946)
- Gim Toro (di Andrea Lavezzolo, anni cinquanta)
- Hyawatha (di Rinaldo D'Ami, Il Corriere dei Piccoli, 1962)
- Kolosso (1964/1966)[6]
- Kirby Flint (con Sergio Tuis, 1971)
- Ballate della Vecchia America (1973)
- Terra maledetta (testi di Giancarlo Berardi, 1977)